# Henryho zákon

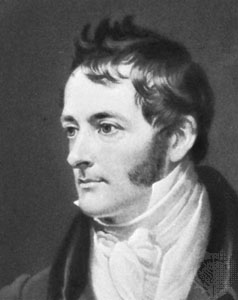
William Henry

Henryho zákon udává souvislost parciálního tlaku páry dané látky nad roztokem a jejího podílu v tomto roztoku.
Zákon byl formulován anglickým chemikem Williamem Henrym, který zkoumal tlak par nad reálnými roztoky.

## Základní formulace
Pro páry rozpuštěné látky platí přímá úměra mezi tlakem par rozpuštěné látky a molárním zlomkem xI této látky v roztoku. Konstantou úměrnosti je Henryho konstanta – KI, charakteristická pro daný plyn.
Tento vztah je analogický k Raoultovu zákonu. Liší se pouze konstantou úměrnosti. V Raoultově zákonu vystupuje tenze par čisté látky za standardních podmínek. Tento zákon ale platí naopak pro rozpouštědlo, pro látku v nadbytku.
Změna tenze par nad rozpouštědlem je přímo úměrná velikosti molárního zlomku této látky v roztoku. Pro látku ve velkém nadbytku se změna tenze páry příliš neliší od změny tenze par čisté látky, a proto pro velmi koncentrované roztoky tento zákon přibližně platí. Naopak změna tenze par minoritní složky se velmi liší od změny tenze par čisté látky, tudíž již nezávisí na molárním zlomku a velikost tenze par zředěných roztoků proto nelze s jistotou určit. Proto se zavedla empiricky(=na základě skutečného měření) stanovovaná Henryho konstanta.

## Druhá formulace

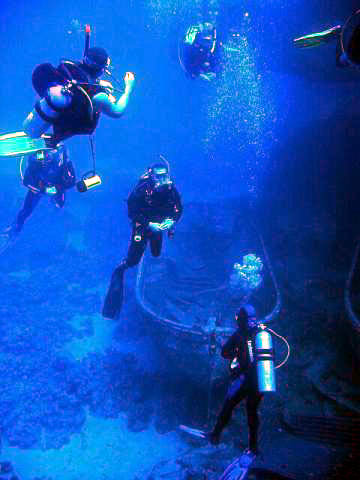
Potápěči

Druhá užitečná formulace tohoto zákona zní: Henryho zákon vyjadřuje závislost rozpustnosti xI plynu v kapalině na jeho tlaku pI nad kapalinou při konstantní teplotě.
Henryho konstanta závisí na teplotě. S rostoucí teplotou se zvyšuje. To lze velmi snadno vypozorovat v praxi. Stačí ohřát vodu na teplotu okolo 50 °C a začnou se objevovat první bublinky. To nejsou bublinky vodní páry, ale plyny ve vodě rozpuštěné – z největší části dusík.

## Další tvary
V technické literatuře je možné nalézt další tvary, kde místo molárního zlomku nebo tlaku vystupuje koncentrace. S tím se také mění rozměr Henryho konstanty.

## Ideální roztok
Roztok, ve kterém platí Raoultův zákon pro jakoukoliv složku a pro jakýkoliv poměr složek, se nazývá ideální. Předpokládáme u něj ideální chování – interakce částic A-B jsou stejné jako interakce A-A a B-B. Zanedbáváme tedy rozdílnost interakcí typu dipól-dipól, hydrofobní interakce, vodíkové můstky nebo Van der Waalsovy síly. Díky nim se určitá složka může vypařovat více než předpovídá Raoultův zákon a méně než předpovídá Henryho zákon. Navíc závislost tenze páry (míry vypařování) na molárním zlomku není lineární.

## Praktické využití
Henryho konstanty se tabelují, určují rozpustnost plynů v kapalině.
Pro potápěče má Henryho zákon význam v souvislosti se sycením a vysycováním biologicky inertních plynů (při dýchání vzduchu dusík, při použití hloubkové směsi trimix i helium). Po nasycení v hloubce dochází při vynořování k poklesu okolního tlaku a tím přesycení. Při přesycení nad určitou hranici musí potápěč zpomalit výstup a dělat dekompresní zastávky, jinak by mu hrozil vznik netolerovatelného množství bublinek v tkáních a dekompresní nemoc.